# Campionato mondiale di Formula E 2022-2023
Il Campionato mondiale di Formula E 2022-2023 (per ragioni commerciali denominato ABB FIA Formula E World Championship 2022-2023) è stata la nona edizione del campionato di Formula E, terza come campionato mondiale FIA ed è una competizione automobilistica destinata a vetture monoposto con motore elettrico.
Jake Dennis, pilota della Avalanche Andretti, è diventato campione del mondo, mentre tra i team ha vinto l'Envision Racing, diventando anche il primo team non ufficiale a riuscire nel impresa.

## Modifiche al regolamento
Da quest'edizione debutta una nuova generazione di monoposto, la Formula E Gen3, che sviluppa una potenza di 350 kW (480 CV), mentre in gara la potenza disponibile sale da 220 kW (299 CV) a 300 kW (408 CV). La monoposto viene prodotta da Spark Racing Technology e ha la batteria prodotta da Williams Advanced Engineering. Per quanto riguarda gli pneumatici, Michelin abbandona e viene sostituita da Hankook
Nel nuovo regolamento, la FIA ha stabilito che le gare si svolgano su un numero fisso di giri e non più su gare da 45 minuti più un giro. Viene abbandonato il sistema del FanBoost, che in precedenza permetteva al pubblico di votare cinque piloti che avrebbero ricevuto 15 kW di potenza extra per cinque secondi; al suo posto viene introdotto, in alcune gare, l'Attack Charge, sistema con cui i piloti devono obbligatoriamente fare un pit stop di 30 secondi per ricevere approssimativamente 4 kWh di energia in più (ricarica di 30 s alla potenza DC nominale di 600 kW).
Viene introdotta una nuova regola che obbliga le squadre a far partecipare dei piloti esordienti in almeno due sessioni di prove libere nell'arco della stagione.

## Scuderie e piloti

### Tabella riassuntiva
| Scuderia                 | Costruttore    | Vettura              | N. | Piloti                 | Gare       | Collaudatore/Terzo pilota          | Rookie Test                                   |
| ------------------------ | -------------- | -------------------- | -- | ---------------------- | ---------- | ---------------------------------- | --------------------------------------------- |
| Jaguar TCS Racing        | Spark-Jaguar   | Jaguar I-Type 6      | 9  | Mitch Evans            | Tutte      | Joel Eriksson Tom Dillmann         | Sheldon van der Linde Simon Evans             |
| Jaguar TCS Racing        | Spark-Jaguar   | Jaguar I-Type 6      | 10 | Sam Bird               | Tutte      | Joel Eriksson Tom Dillmann         | Sheldon van der Linde Simon Evans             |
| Mahindra Racing          | Spark-Mahindra | Mahindra M9Electro   | 11 | Lucas Di Grassi        | Tutte      | Jehan Daruvala                     | Jehan Daruvala Roberto Merhi Jordan King      |
| Mahindra Racing          | Spark-Mahindra | Mahindra M9Electro   | 8  | Oliver Rowland         | 1-9        | Jehan Daruvala                     | Jehan Daruvala Roberto Merhi Jordan King      |
| Mahindra Racing          | Spark-Mahindra | Mahindra M9Electro   | 8  | Roberto Merhi          | 10-16      | Jehan Daruvala                     | Jehan Daruvala Roberto Merhi Jordan King      |
| TAG Heuer Porsche        | Spark-Porsche  | Porsche99XElectric   | 13 | António Félix da Costa | Tutte      | David Beckmann Simona de Silvestro | David Beckmann Ye Yifei                       |
| TAG Heuer Porsche        | Spark-Porsche  | Porsche99XElectric   | 94 | Pascal Wehrlein        | Tutte      | David Beckmann Simona de Silvestro | David Beckmann Ye Yifei                       |
| Envision Racing          | Spark-Jaguar   | Jaguar I-Type 6      | 16 | Sébastien Buemi        | Tutte      |                                    | Jonny Edgar Jack Aitken                       |
| Envision Racing          | Spark-Jaguar   | Jaguar I-Type 6      | 37 | Nick Cassidy           | Tutte      |                                    | Jonny Edgar Jack Aitken                       |
| Nissan Formula E Team    | Spark-Nissan   | Nissan e-4ORCE 04    | 17 | Norman Nato            | Tutte      | Luca Ghiotto                       | Victor Martins Luca Ghiotto                   |
| Nissan Formula E Team    | Spark-Nissan   | Nissan e-4ORCE 04    | 23 | Sacha Fenestraz        | Tutte      | Luca Ghiotto                       | Victor Martins Luca Ghiotto                   |
| Neom McLaren Formula E   | Spark-Nissan   | Nissan e-4ORCE 04    | 58 | René Rast              | Tutte      |                                    | Charlie Eastwood Luke Browning                |
| Neom McLaren Formula E   | Spark-Nissan   | Nissan e-4ORCE 04    | 5  | Jake Hughes            | Tutte      |                                    | Charlie Eastwood Luke Browning                |
| ABT Cupra Formula E Team | Spark-Mahindra | Mahindra M9Electro   | 4  | Robin Frijns           | 1, 6-16    | Kelvin van der Linde               | Adrien Tambay Tim Tramnitz                    |
| ABT Cupra Formula E Team | Spark-Mahindra | Mahindra M9Electro   | 4  | Kelvin van der Linde   | 2-5        | Kelvin van der Linde               | Adrien Tambay Tim Tramnitz                    |
| ABT Cupra Formula E Team | Spark-Mahindra | Mahindra M9Electro   | 51 | Nico Müller            | Tutte      | Kelvin van der Linde               | Adrien Tambay Tim Tramnitz                    |
| Avalanche Andretti       | Spark-Porsche  | Porsche 99X Electric | 27 | Jake Dennis            | Tutte      | David Beckmann                     | Zane Maloney Linus Lundqvist                  |
| Avalanche Andretti       | Spark-Porsche  | Porsche 99X Electric | 36 | André Lotterer         | 1-9, 12-16 | David Beckmann                     | Zane Maloney Linus Lundqvist                  |
| Avalanche Andretti       | Spark-Porsche  | Porsche 99X Electric | 36 | David Beckmann         | 10-11      | David Beckmann                     | Zane Maloney Linus Lundqvist                  |
| DS Penske                | Spark-DS       | E-Tense FE23 Gen3    | 1  | Stoffel Vandoorne      | Tutte      | Oliver Turvey                      | Robert Shwartzman Will Stevens Yann Ehrlacher |
| DS Penske                | Spark-DS       | E-Tense FE23 Gen3    | 25 | Jean-Éric Vergne       | Tutte      | Oliver Turvey                      | Robert Shwartzman Will Stevens Yann Ehrlacher |
| NIO 333 Racing           | Spark-NIO      | NIO 333 ER9          | 3  | Sérgio Sette Câmara    | Tutte      |                                    | Daniil Kvyat Mikel Azcona                     |
| NIO 333 Racing           | Spark-NIO      | NIO 333 ER9          | 33 | Dan Ticktum            | Tutte      |                                    | Daniil Kvyat Mikel Azcona                     |
| Maserati MSG Racing      | Spark-Maserati | Tipo Folgore Gen3    | 48 | Edoardo Mortara        | Tutte      |                                    | Felipe Drugovich Hugh Barter                  |
| Maserati MSG Racing      | Spark-Maserati | Tipo Folgore Gen3    | 7  | Maximilian Gunther     | Tutte      |                                    | Felipe Drugovich Hugh Barter                  |

### Scuderie
- La Mercedes EQ Formula E Team si ritira da campione in carica[35], al suo posto entra la Neom McLaren Formula E[36] con la powertrain Nissan[37].
- Il team Abt Sportsline torna dopo un anno d'assenza nella serie elettrica[38], il team si unisce al marchio spagnolo Cupra[39] ed ottiene la powertrain della Mahindra[40]
- Un altro team si unisce al campionato, entra la Maserati MSG Racing che ingloba il team Venturi Racing[41].
- Dopo quattro stagioni il team cinese Techeetah si separa dalla DS Automobiles, mentre il costruttore francese si unisce in qualità di fornitore delle unità propulsive elettriche al team statunitense Penske, il quale mantiene la precedente livrea nera e oro[31].
- Techeetah decide di non far parte della griglia per la stagione 9 ma, tiene aperte le possibilità di tornare per la stagione 10[42].
- Il team Andretti Autosport lascia la fornitura BMW e diventa team clienti Porsche.
- Il team Envision Racing abbandona la fornitura Audi e diventa team clienti Jaguar.

### Piloti
- Per la stagione 2023 tornano due ex piloti Audi, René Rast che viene ingaggiato dalla Neon McLaren[18], con la line up che viene completata con l'ingaggio dell'ex pilota di Formula 2 Jake Hughes[20], e Nico Müller che si unisce al team Abt Sportsline con Robin Frijns[21].
- La Nissan e.dams rinnova in totale la line up, con Norman Nato ed il Rookie Sacha Fenestraz[16].
- Il team Jaguar conferma Mitch Evans e Sam Bird[5], la Porsche conferma l'ex pilota di Formula 1, Pascal Wehrlein e l'Andretti conferma per il terzo anno Jake Dennis[24].
- Il team Porsche cede André Lotterer al team Andretti[26] e prende il campione della stagione 2019-2020, António Félix da Costa[11].
- Mahindra Racing conferma Oliver Rowland e sostituisce l'uscente Alexander Sims con Lucas Di Grassi campione della stagione 2016-2017[8].
- Sébastien Buemi dopo otto anni con il team e.dams e un campionato vinto nel 2015-2016 passa al team Envision Racing dove trova il confermato Nick Cassidy[13].
- Il NIO Formula E Team conferma Dan Ticktum al suo secondo anno nella categoria[33], ed ingaggia Sérgio Sette Câmara lasciato libero dal team Penske[32].
- Il team DS Penske ufficializza due campioni della serie, Stoffel Vandoorne vincitore in carica e Jean-Éric Vergne due volte campione[31].
- La Maserati MSG Racing conferma Edoardo Mortara, già in forza alla Venturi Racing, e ingaggia Maximilian Gunther quale secondo pilota[34].
- Oltre al già citato Alexander Sims, anche Oliver Askew, Antonio Giovinazzi, Oliver Turvey e Nyck de Vries escono dalla competizione, con quest'ultimo che passa in Formula 1 con il team AlphaTauri[43].

## Calendario
Il 29 giugno del 2022 viene pubblicata la prima bozza del calendario per la stagione 2023, che si compone di 13 weekend e un totale di 18 gare. Vengono confermati: E-Prix di Città del Messico, E-Prix di Dirʿiyya, E-Prix di Berlino, E-Prix di Monaco, E-Prix di Giacarta, E-Prix di Roma, E-Prix di Seoul e E-Prix di Londra, con l'esordio del E-Prix di Hyderabad in India e l'E-Prix di San Paolo in Brasile, con i tre eventi rimanenti da definire. Il 19 ottobre 2022 il calendario viene modificato e gli E-Prix scendo a 17. Entra ufficialmente l'E-Prix di Città del Capo, mentre viene escluso l'E-Prix di Seoul per via di alcuni lavori all'interno dello stadio olimpico in cui si è disputata la gara nell'edizione precedente; al posto della gara asiatica viene aggiunto un secondo round a Berlino. Infine viene aggiunto l'E-Prix di Portland.
| Gara | E-Prix                      | Nazione               | Tracciato                                    | Layout                                      | Data             | Ora    | Ora   | Ora    | Diretta TV               |
| Gara | E-Prix                      | Nazione               | Tracciato                                    | Layout                                      | Data             | Locale | UTC   | Italia | Diretta TV               |
| ---- | --------------------------- | --------------------- | -------------------------------------------- | ------------------------------------------- | ---------------- | ------ | ----- | ------ | ------------------------ |
| 1    | E-Prix di Città del Messico | Messico               | Autodromo Hermanos Rodríguez                 |                                             | 14 gennaio 2023  | 14:00  | 20:00 | 21:00  | 20 Sky Sport Action      |
| 2    | E-Prix di Dirʿiyya          | Arabia Saudita        | Circuito cittadino di Dirʿiyya               |                                             | 27 gennaio 2023  | 20:00  | 17:00 | 18:00  | 20 Sky Sport Action      |
| 3    | E-Prix di Dirʿiyya          | Arabia Saudita        | Circuito cittadino di Dirʿiyya               | 28 gennaio 2023                             | 20:00            | 17:00  | 18:00 |        | 20 Sky Sport Action      |
| 4    | E-Prix di Hyderabad         | India                 | Circuito cittadino di Hyderabad              |                                             | 11 febbraio 2023 | 15:00  | 9:30  | 10:30  | 20 Sky Sport Action      |
| 5    | E-Prix di Città del Capo    | Sudafrica             | Circuito cittadino di Città del Capo         |                                             | 25 febbraio 2023 | 16:00  | 14:00 | 15:00  | 20 Sky Sport Action      |
| 6    | E-Prix di San Paolo         | Brasile               | Circuito cittadino di San Paolo              |                                             | 25 marzo 2023    | 15:00  | 17:00 | 18:00  | 20 Sky Sport Action      |
| 7    | E-Prix di Berlino           | Germania              | Circuito dell'aeroporto di Berlino-Tempelhof |                                             | 22 aprile 2023   | 15:00  | 14:00 | 15:00  | 20 Sky Sport Action      |
| 8    | E-Prix di Berlino           | Germania              | Circuito dell'aeroporto di Berlino-Tempelhof | 23 aprile 2023                              | 15:00            | 14:00  | 15:00 |        | 20 Sky Sport Action      |
| 9    | E-Prix di Monaco            | Monaco                | Circuito di Monte Carlo                      |                                             | 6 maggio 2023    | 15:00  | 14:00 | 15:00  | Italia 1 Sky Sport Arena |
| 10   | E-Prix di Giacarta          | Indonesia             | Circuito Internazionale ePrix di Giacarta    |                                             | 3 giugno 2023    | 15:00  | 8:00  | 10:00  | 20 Sky Sport Uno         |
| 11   | E-Prix di Giacarta          | Indonesia             | Circuito Internazionale ePrix di Giacarta    | 4 giugno 2023                               | 15:00            | 8:00   | 10:00 |        | 20 Sky Sport Uno         |
| 12   | E-Prix di Portland          | Stati Uniti d'America | Portland International Raceway               | Schema della Portland International Raceway | 24 giugno 2023   | 17:00  | 0:00  | 2:00   | 20 Sky Sport Arena       |
| 13   | E-Prix di Roma              | Italia                | Circuito cittadino dell'EUR                  |                                             | 15 luglio 2023   | 15:00  | 13:00 | 15:00  | Italia 1 Sky Sport Arena |
| 14   | E-Prix di Roma              | Italia                | Circuito cittadino dell'EUR                  | 16 luglio 2023                              | 15:00            | 13:00  | 15:00 |        | Italia 1 Sky Sport Arena |
| 15   | E-Prix di Londra            | Regno Unito           | Circuito del centro espositivo ExCeL         |                                             | 29 luglio 2023   | 17:00  | 16:00 | 18:00  |                          |
| 16   | E-Prix di Londra            | Regno Unito           | Circuito del centro espositivo ExCeL         | 30 luglio 2023                              | 17:00            | 16:00  | 18:00 |        |                          |

## Test precampionato
I test pre stagionali della Formula E si sono tenuti sul circuito Ricardo Tormo di Valencia, dal 13 al 16 dicembre 2022.
| Circuito             | Data                     | Pilota più veloce  | Team                | Tempo    |
| -------------------- | ------------------------ | ------------------ | ------------------- | -------- |
| Circuito di Valencia | 13 dicembre (mattina)    | Maximilian Gunther | Maserati MSG Racing | 1'26"096 |
| Circuito di Valencia | 13 dicembre (pomeriggio) | Maximilian Gunther | Maserati MSG Racing | 1'26"221 |
| Circuito di Valencia | 14 dicembre              | Maximilian Gunther | Maserati MSG Racing | 1'26"178 |
| Circuito di Valencia | 15 dicembre              | Norman Nato        | Nissan e.dams       | 1'25"776 |
| Circuito di Valencia | 16 dicembre (mattina)    | Jean-Éric Vergne   | DS Penske           | 1'25"248 |
| Circuito di Valencia | 16 dicembre (pomeriggio) | Maximilian Gunther | Maserati MSG Racing | 1'25"127 |

## Risultati e classifiche

### Gare
| Round | E-Prix            | Pole position      | Giro veloce        | Pilota vincitore       | Team vincitore      | Resoconto |
| ----- | ----------------- | ------------------ | ------------------ | ---------------------- | ------------------- | --------- |
| 1     | Città del Messico | Lucas Di Grassi    | Jake Dennis        | Jake Dennis            | Avalanche Andretti  | Resoconto |
| 2     | Dirʿiyya          | Sébastien Buemi    | René Rast          | Pascal Wehrlein        | TAG Heuer Porsche   | Resoconto |
| 3     | Dirʿiyya          | Jake Hughes        | Sam Bird           | Pascal Wehrlein        | TAG Heuer Porsche   | Resoconto |
| 4     | Hyderabad         | Mitch Evans        | Norman Nato        | Jean-Éric Vergne       | DS Penske           | Resoconto |
| 5     | Città del Capo    | Sacha Fenestraz    | Jean-Éric Vergne   | António Félix da Costa | TAG Heuer Porsche   | Resoconto |
| 6     | San Paolo         | Stoffel Vandoorne  | Sam Bird           | Mitch Evans            | Jaguar TCS Racing   | Resoconto |
| 7     | Berlino           | Sébastien Buemi    | André Lotterer     | Mitch Evans            | Jaguar TCS Racing   | Resoconto |
| 8     | Berlino           | Robin Frijns       | Maximilian Günther | Nick Cassidy           | Envision Racing     | Resoconto |
| 9     | Monaco            | Jake Hughes        | Jake Dennis        | Nick Cassidy           | Envision Racing     | Resoconto |
| 10    | Giacarta          | Maximilian Günther | Nick Cassidy       | Pascal Wehrlein        | TAG Heuer Porsche   | Resoconto |
| 11    | Giacarta          | Maximilian Günther | Jake Dennis        | Maximilian Günther     | Maserati MSG Racing | Resoconto |
| 12    | Portland          | Jake Dennis        | Mitch Evans        | Nick Cassidy           | Envision Racing     | Resoconto |
| 13    | Roma              | Mitch Evans        | Mitch Evans        | Mitch Evans            | Jaguar TCS Racing   | Resoconto |
| 14    | Roma              | Jake Dennis        | Jean-Éric Vergne   | Jake Dennis            | Avalanche Andretti  | Resoconto |
| 15    | Londra            | Nick Cassidy       | Jake Hughes        | Mitch Evans            | Jaguar TCS Racing   | Resoconto |
| 16    | Londra            | Nick Cassidy       | Jake Dennis        | Nick Cassidy           | Envision Racing     | Resoconto |

### Classifica piloti
I punti sono assegnati ai primi 10 classificati in ogni gara, a colui che parte in Pole Position e al pilota con il giro più veloce in gara fra i primi 10 classificati. I punti sono assegnati secondo questo schema:
| Posizione | 1ª | 2ª | 3ª | 4ª | 5ª | 6ª | 7ª | 8ª | 9ª | 10ª | Pole | GV |
| --------- | -- | -- | -- | -- | -- | -- | -- | -- | -- | --- | ---- | -- |
| Punti     | 25 | 18 | 15 | 12 | 10 | 8  | 6  | 4  | 2  | 1   | 3    | 1  |

| Pos. | Pilota                 | MEX | DIR | DIR | HYD | CAP | SAP | BER | BER | MON | GIA | GIA | POR | ROM | ROM | LON | LON | Punti |
| ---- | ---------------------- | --- | --- | --- | --- | --- | --- | --- | --- | --- | --- | --- | --- | --- | --- | --- | --- | ----- |
| 1    | Jake Dennis            | 1   | 2   | 2   | 16  | 13  | Rit | 18  | 2   | 3   | 2   | 2   | 2   | 4   | 1   | 2   | 3   | 229   |
| 2    | Nick Cassidy           | 9   | 6   | 13  | 2   | 3   | 2   | 5   | 1   | 1   | 7   | 18  | 1   | 2   | 14  | Rit | 1   | 199   |
| 3    | Mitch Evans            | 8   | 10  | 7   | Rit | 11  | 1   | 1   | 4   | 2   | Rit | 3   | 4   | 1   | Rit | 1   | 2   | 197   |
| 4    | Pascal Wehrlein        | 2   | 1   | 1   | 4   | Rit | 7   | 6   | 7   | 10  | 1   | 6   | 8   | 9   | 7   | 9   | 10  | 149   |
| 5    | Jean-Éric Vergne       | 12  | 7   | 16  | 1   | 2   | 5   | 7   | 3   | 7   | 5   | 16  | 11  | 5   | 15  | Rit | 22  | 107   |
| 6    | Sébastien Buemi        | 6   | 4   | 6   | 15  | 5   | 10  | 4   | 20  | 8   | 21  | 10  | 5   | Rit | 5   | 3   | 6   | 105   |
| 7    | Maximilian Günther     | 11  | NP  | 19  | 13  | Rit | 11  | 3   | 6   | Rit | 3   | 1   | 6   | 3   | 6   | 12  | 18  | 101   |
| 8    | Sam Bird               | Rit | 3   | 4   | Rit | NP  | 3   | 2   | 19  | 17  | 20  | NP  | 17  | Rit | 3   | 4   | 7   | 95    |
| 9    | António Félix da Costa | 7   | 18  | 11  | 3   | 1   | 4   | Rit | 5   | 15  | 8   | 7   | 3   | Rit | 12  | 16  | 16  | 93    |
| 10   | Norman Nato            | Rit | 12  | 13  | 7   | 8   | Rit | 13  | 16  | 18  | 12  | 5   | 9   | 7   | 2   | 8   | 4   | 63    |
| 11   | Stoffel Vandoorne      | 10  | 11  | 20  | 8   | 7   | 6   | Rit | 8   | 9   | 4   | 9   | 12  | 11  | 8   | 11  | 5   | 56    |
| 12   | Jake Hughes            | 5   | 8   | 5   | Rit | 10  | 8   | Rit | 18  | 5   | 10  | Rit | 18  | NP  | 11  | 10  | 19  | 48    |
| 13   | René Rast              | Rit | 5   | 3   | Rit | 4   | 9   | 17  | 13  | 17  | 15  | 15  | 14  | Rit | 13  | 14  | 12  | 40    |
| 14   | Edoardo Mortara        | Rit | Rit | 9   | 10  | Rit | Rit | 9   | 22  | 11  | 6   | 8   | Rit | Rit | 4   | 5   | 11  | 39    |
| 15   | Lucas Di Grassi        | 3   | 13  | 15  | 14  | NP  | 13  | 11  | 12  | 12  | 14  | 14  | 7   | Rit | Rit | 6   | 14  | 32    |
| 16   | Sacha Fenestraz        | 15  | 17  | 8   | 12  | 14  | Rit | 12  | 11  | 4   | 19  | 4   | 15  | 10  | 16  | Rit | 15  | 32    |
| 17   | Dan Ticktum            | 17  | 14  | 10  | Rit | 6   | 14  | Rit | 10  | 6   | 13  | 11  | 13  | 13  | 9   | 7   | 9   | 28    |
| 18   | André Lotterer         | 4   | 9   | 12  | 9   | 9   | 12  | 8   | 21  | Rit |     |     | 19  | Rit | 17  | 13  | 21  | 23    |
| 19   | Nico Müller            | 14  | Rit | Rit | 11  | NP  | Rit | 15  | 9   | Rit | 11  | 12  | Rit | 6   | 10  | Rit | 8   | 15    |
| 20   | Sérgio Sette Câmara    | 16  | 15  | 17  | 5   | 12  | 17  | 16  | 15  | 14  | 17  | NP  | 16  | 8   | 18  | SQ  | 13  | 14    |
| 21   | Oliver Rowland         | 13  | 18  | Rit | 6   | NP  | 16  | 10  | 14  | Rit |     |     |     |     |     |     |     | 9     |
| 22   | Robin Frijns           | Rit |     |     |     |     | 15  | 14  | 17  | 13  | 9   | 13  | 10  | Rit | Rit | Rit | 17  | 6     |
| 23   | Roberto Merhi          |     |     |     |     |     |     |     |     |     | 18  | 17  | Rit | 12  | Rit | 15  | 20  | 0     |
| 24   | Kelvin van der Linde   |     | 16  | 18  | Rit | NP  |     |     |     |     |     |     |     |     |     |     |     | 0     |
| 25   | David Beckmann         |     |     |     |     |     |     |     |     |     | 16  | Rit |     |     |     |     |     | 0     |
| Pos. | Pilota                 | MEX | DIR | DIR | HYD | CAP | SAP | BER | BER | MON | GIA | GIA | POR | ROM | ROM | LON | LON | Punti |

| Colore  | Risultato             |
| ------- | --------------------- |
| Oro     | Vincitore             |
| Argento | 2º posto              |
| Bronzo  | 3º posto              |
| Verde   | Finito a punti        |
| Blu     | Finito senza punti    |
| Viola   | Ritirato (Rit)        |
| Viola   | Non classificato (NC) |
| Rosso   | Non qualificato (NQ)  |
| Nero    | Squalificato (SQ)     |
| Bianco  | Non partito (NP)      |
| Bianco  | Non ha gareggiato     |
| Bianco  | Infortunato (INF)     |
| Bianco  | Escluso (ES)          |
| Bianco  | Gara cancellata (C)   |

### Classifica squadre
| Pos. | Squadra                  | No. | Pilota        | MEX | DIR | DIR | HYD | CAP | SAP | BER | BER | MON | GIA | GIA | POR | ROM | ROM | LON | LON | Punti |
| ---- | ------------------------ | --- | ------------- | --- | --- | --- | --- | --- | --- | --- | --- | --- | --- | --- | --- | --- | --- | --- | --- | ----- |
| 1    | Envision Racing          | 37  | Cassidy       | 9   | 6   | 13  | 2   | 3   | 2   | 5   | 1   | 1   | 7   | 18  | 1   | 2   | 14  | Rit | 1   | 304   |
| 1    | Envision Racing          | 16  | Buemi         | 6   | 4   | 6   | 15  | 5   | 10  | 4   | 20  | 8   | 21  | 10  | 5   | Rit | 5   | 3   | 6   | 304   |
| 2    | Jaguar TCS Racing        | 9   | Evans         | 8   | 10  | 7   | Rit | 11  | 1   | 1   | 4   | 2   | Rit | 3   | 4   | 1   | Rit | 1   | 2   | 292   |
| 2    | Jaguar TCS Racing        | 10  | Bird          | Rit | 3   | 4   | Rit | NP  | 3   | 2   | 19  | 16  | 20  | NP  | 17  | Rit | 3   | 4   | 7   | 292   |
| 3    | Avalanche Andretti       | 27  | Dennis        | 1   | 2   | 2   | 16  | 13  | Rit | 18  | 2   | 3   | 2   | 2   | 2   | 4   | 1   | 2   | 3   | 252   |
| 3    | Avalanche Andretti       | 36  | Lotterer      | 4   | 9   | 12  | 9   | 9   | 12  | 8   | 21  | Rit |     |     | 19  | Rit | 17  | 13  | 21  | 252   |
| 3    | Avalanche Andretti       | 36  | Beckmann      |     |     |     |     |     |     |     |     |     | 16  | Rit |     |     |     |     |     | 252   |
| 4    | TAG Heuer Porsche        | 94  | Wehrlein      | 2   | 1   | 1   | 4   | Rit | 7   | 6   | 7   | 10  | 1   | 6   | 8   | 9   | 7   | 9   | 10  | 242   |
| 4    | TAG Heuer Porsche        | 13  | da Costa      | 7   | 18  | 11  | 3   | 1   | 4   | Rit | 5   | 15  | 8   | 7   | 3   | Rit | 12  | 16  | 16  | 242   |
| 5    | DS Penske                | 1   | Vandoorne     | 10  | 11  | 20  | 8   | 7   | 6   | Rit | 8   | 9   | 4   | 9   | 12  | 11  | 8   | 11  | 5   | 163   |
| 5    | DS Penske                | 25  | Vergne        | 12  | 7   | 16  | 1   | 2   | 5   | 7   | 3   | 7   | 5   | 16  | 11  | 5   | 15  | Rit | 12  | 163   |
| 6    | Maserati MSG Racing      | 48  | Mortara       | Rit | Rit | 9   | 10  | Rit | Rit | 9   | 22  | 11  | 6   | 8   | Rit | Rit | 4   | 4   | 11  | 140   |
| 6    | Maserati MSG Racing      | 22  | Gunther       | 11  | NP  | 19  | 13  | Rit | 11  | 3   | 6   | Rit | 3   | 1   | 6   | 3   | 6   | 12  | 14  | 140   |
| 7    | Nissan Formula E Team    | 17  | Nato          | Rit | 12  | 14  | 7   | 9   | Rit | 13  | 16  | 18  | 12  | 5   | 9   | 7   | 2   | 8   | 4   | 95    |
| 7    | Nissan Formula E Team    | 23  | Fenestraz     | 15  | 17  | 8   | 12  | 14  | Rit | 12  | 11  | 4   | 19  | 4   | 15  | 10  | 16  | Rit | 15  | 95    |
| 8    | Neom McLaren Formula E   | 58  | Rast          | Rit | 5   | 3   | Rit | 4   | 9   | 17  | 13  | 17  | 15  | 15  | 14  | Rit | 13  | 14  | 12  | 88    |
| 8    | Neom McLaren Formula E   | 5   | Hughes        | 5   | 8   | 5   | Rit | 10  | 8   | Rit | 18  | 5   | 10  | 19  | 18  | NP  | 11  | 10  | 19  | 88    |
| 9    | NIO 333 Racing           | 3   | Sette Câmara  | 16  | 15  | 17  | 5   | 12  | 17  | 16  | 15  | 14  | 17  | NP  | 16  | 8   | 18  | SQ  | 13  | 42    |
| 9    | NIO 333 Racing           | 33  | Ticktum       | 17  | 14  | 10  | Rit | 6   | 14  | Rit | 10  | 6   | 13  | 11  | 13  | 13  | 9   | 7   | 9   | 42    |
| 10   | Mahindra Racing          | 11  | Di Grassi     | 3   | 13  | 15  | 14  | NP  | 13  | 11  | 12  | 12  | 14  | 14  | 7   | Rit | Rit | 6   | 18  | 41    |
| 10   | Mahindra Racing          | 8   | Rowland       | 13  | 19  | Rit | 6   | NP  | 16  | 10  | 14  | Rit |     |     |     |     |     |     |     | 41    |
| 10   | Mahindra Racing          | 8   | Merhi         |     |     |     |     |     |     |     |     |     | 18  | 17  | Rit | 12  | Rit | 15  | 20  | 41    |
| 11   | ABT Cupra Formula E Team | 4   | Frijns        | Rit |     |     |     |     | 15  | 14  | 17  | 13  | 9   | 13  | 10  | Rit | Rit | Rit | 17  | 21    |
| 11   | ABT Cupra Formula E Team | 4   | van der Linde |     | 16  | 18  | Rit | NP  |     |     |     |     |     |     |     |     |     |     |     | 21    |
| 11   | ABT Cupra Formula E Team | 51  | Müller        | 14  | Rit | Rit | 11  | NP  | Rit | 15  | 9   | Rit | 11  | 12  | Rit | 6   | 10  | Rit | 8   | 21    |
| Pos. | Squadra                  | No. | Pilota        | MEX | DIR | DIR | HYD | CAP | SAP | BER | BER | MON | GIA | GIA | POR | ROM | ROM | LON | LON | Punti |